# Ricardo Ezzati
Ricardo Ezzati Andrello, né le 7 janvier 1942 à Campiglia dei Berici dans la province de Vicence, en Italie, est un évêque italo-chilien, archevêque émérite de Santiago du Chili depuis 2019. Il a été créé cardinal en 2014.

## Biographie
En 1959 il émigre au Chili pour rejoindre le noviciat des salésiens à Quilpué. Il effectue le cycle de philosophie à l'université pontificale catholique de Valparaíso et le cycle de théologie à l'université pontificale salésienne de Rome où il obtient une licence en théologie.
Il prononce ses vœux perpétuels chez les salésiens le 30 décembre 1966 et il est ordonné prêtre le 18 mars 1970.
Il poursuit ses études et obtient une licence en science religieuse de l'Institut de pastorale catéchétique de Strasbourg.

### Évêque
Le 28 juin 1996, Jean-Paul II le nomme évêque de Valdivia, au Chili. Il reçoit la consécration épiscopale le 8 septembre suivant des mains du cardinal Carlos Oviedo Cavada alors archevêque de Santiago du Chili.
Le 10 juillet 2001, il est nommé évêque titulaire (in partibus) de La Imperial (de) et évêque auxiliaire de Santiago.
Au cours de ce mandat, il est mis au courant, en même temps que l'archevêque de Santiago, Francisco Javier Errázuriz Ossa, des multiples accusations d'abus sexuels portées à partir de 2003 contre le curé d'El Bosque, Fernando Karadima, dont l'influence dans l'Église chilienne est forte, étant soutenu par le cardinal secrétaire d'État Angelo Sodano (ancien nonce apostolique au Chili). Ces accusations, tout d'abord dissimulées par l'Église chilienne, se concluent par une condamnation en 2011 de Karadima à une vie de prière et de pénitence par la congrégation pour la doctrine de la foi, pour «abus de mineurs», adultère «commis avec violence» et «d’abus dans l’exercice du ministère» sacerdotal.
Le 27 décembre 2006, Benoît XVI le mute au siège métropolitain de Concepción avant de le rappeler le 15 décembre 2010 à Santiago du Chili comme archevêque en remplacement du cardinal Errázuriz qui se retire pour raison d'âge.
Il est également président de la Conférence épiscopale du Chili de novembre 2010 à 2016. Il ouvre la cause de béatification de Enrique Alvear Urrutia en 2012.

### Cardinal
Le 12 janvier 2014, le pape François annonce au cours de l’Angélus sa création comme cardinal, au titre cardinalice Santissimo Redentore a Val Melaina, qui aura lieu le 22 février 2014 en même temps que celle de dix-huit autres prélats.
Le 9 septembre 2014, il est nommé par le pape Père synodal pour la troisième assemblée générale extraordinaire du synode des évêques sur la famille se déroulant du 5 au 19 octobre en qualité de président de la conférence épiscopale des évêques du Chili.
Comme tous les évêques chiliens, il donne sa démission au pape François le 18 mai 2018. Elle est acceptée le 23 mars 2019, après qu'une procédure judiciaire a été engagée contre lui au Chili. Le pape nomme alors à la tête de l'archidiocèse, non pas un nouvel archevêque mais un administrateur apostolique «sede vacante et ad nutum Sanctae Sedis» en la personne du capucin espagnol Celestino Aós Braco, évêque du diocèse de Copiapó au Chili.
Il atteint la limite d'âge le 7 janvier 2022, ce qui l'empêche de participer aux votes du prochain conclave.